# Odenthal
 (janvier 2020).
Pour les articles homonymes, voir Odenthal (homonymie).
Odenthal est une ville allemande du land de Rhénanie-du-Nord-Westphalie, dans l'arrondissement de Rhin-Berg. 15 744 habitants y résident en 32 petits quartiers. La ville se trouve au sud des villes de Burscheid et Wermelskirchen, à l'ouest de la ville de Kürten, au nord de la ville de Bergisch Gladbach et à l'est de la ville de Leverkusen.

## Histoire de la ville

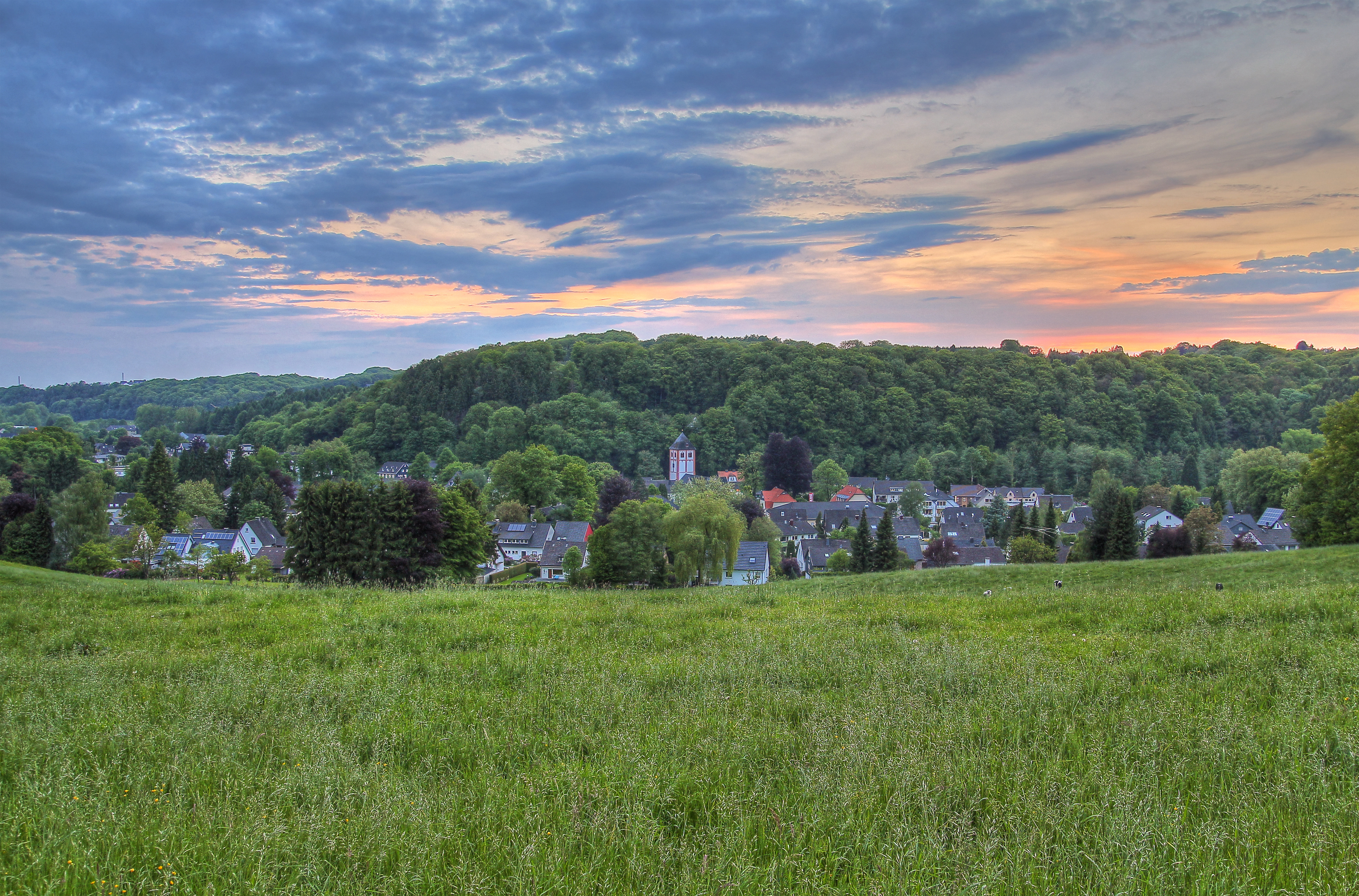
Vue sur Odenthal

L'endroit a été peuplé au Xe siècle par les Francs. Les nombreux hameaux appartenaient souvent aux monastères avant l'érection d'un petit château de la famille noble des Berg dans le quartier Altenberg au milieu de l'XIe siècle qui formèrent plus tard le duché de Berg. L'un des premiers comtes décida de bâtir un nouveau château, de s'installer ailleurs et donna le premier château à l'ordre cistercien qui y resta jusqu'au début du XIXe siècle. Après la fin de la présence de l'ordre et plusieurs incendies, l'endroit se délabra de plus en plus. La stabilisation et les réparations de l'église ne débutèrent qu'à partir de 1834, ce qui attira bientôt une plus grande population et mena à la fondation de la ville telle que l'on la connaît aujourd'hui.

## Géographie et attractions touristiques
Odenthal est située sur les bords de la rivière Dhünn et proche de la Große Dhünntalsperre dans une région rurale. La cathédrale d'Altenberg, l'ancien monastère de l'ordre cistercien et le presbytère Saint-Pancrace sont les bâtiments les plus connus. Le château de Strauweiler, appartenant au prince zu Sayn-Wittgenstein, ne se visite pas. Une forêt féerique traditionnelle attire beaucoup de jeunes familles.

## Jumelages
Cernay-la-Ville (France)

## Personnalités
- Jürgen Becker, auteur allemand ;
- Reiner Calmund, ancien manager de football popularisé par les médias allemands ;
- Ulrike Meyfarth, athlète allemande, spécialiste du saut en hauteur ;
- Fritz Roth, fondateur du premier cimetière privé en Allemagne.